# Paul Desjardins
Pour les articles homonymes, voir Desjardins et Paul Desjardins (homonymie).
Louis Paul Abel Desjardins, né le 22 novembre 1859 à Paris et mort le 13 mars 1940 à Pontigny, est un professeur et journaliste français. Il anima pendant trente ans des réunions annuelles d'intellectuels attachés à la liberté d'opinion, les Décades de Pontigny.

## Biographie
Paul est le fils d’Ernest Desjardins, professeur au Collège de France, membre de l'Académie des inscriptions et belles-lettres.
Élève du philosophe Jules Lagneau au lycée Michelet de Vanves, il fonda, avec son professeur et quelques amis, l'Union pour l'Action Morale (1893). Cette association, œcuménique, réunissait des personnalités de toutes opinions : Gabriel Séailles, le futur maréchal Lyautey, Gabriel Monod, le pasteur Wagner, le peintre symboliste suisse Carlos Schwabe, etc. 
En 1896, l'Union se fait connaître du public par une retentissante campagne de communication en faisant afficher sur les murs de Paris une grande estampe commandée à Puvis de Chavannes d'après son décor du Panthéon (Sainte-Geneviève) et gravée par Auguste Lauzet. Cette "Affiche morale", destinée à apporter la beauté au peuple, est vantée ou raillée dans une presse abondante et donne une visibilité à l'action de Desjardins et de ses amis. L'Union éclatera lors de l'affaire Dreyfus, donnant naissance à l'Union pour la Vérité, d'une part, et l'Action Française de Henri Vaugeois et Maurice Pujo d'autre part. Dreyfusard, Paul Desjardins prit la tête de l’Union pour la Vérité.
Normalien, agrégé de littérature, Paul Desjardins enseigna aux lycées Louis-le-Grand et Condorcet (professeur de khâgne) ainsi qu'au Collège Stanislas. Il fut ensuite professeur à l'École normale supérieure de Sèvres.
En 1906, dans le cadre de la séparation de l'Église et de l'État, Paul Desjardins racheta l'abbaye de Pontigny et y organisa ultérieurement des rencontres annuelles d'intellectuels, les Décades de Pontigny, qui se tinrent de 1910 à 1914, puis reprirent après la guerre en 1922. 
Il participa en 1928 au premier cours universitaire de Davos, avec de nombreux autres intellectuels français et allemands.
En tant que journaliste, il rédigea ses premiers articles pour la Revue Bleue, puis collabora au Figaro, mais écrivit aussi dans d'autres périodiques comme le Journal des débats (son article sur le peintre Carlos Schwabe, "L'Art volontaire", paru en 1895).

## Postérité
Son frère, Abel Desjardins (né en 1870), est un des camarades de Marcel Proust, puis de Robert Proust au lycée Condorcet où Paul sera enseignant à partir de 1906. Sa fille, Anne Heurgon-Desjardins, épouse de l'universitaire Jacques Heurgon, continua son œuvre en fondant, en 1952, le Centre culturel international de Cerisy-la-Salle. À la suite de sa disparition, en 1977, ses filles, Edith Heurgon et Catherine Peyrou, reprennent l'activité culturelle initiée par leur grand-père. Depuis le décès de Catherine Peyrou en 2006, Edith Heurgon assure la direction du CCIC.

## Œuvres
- La Campagne de 1870-1871 racontée par des enfants du peuple, 2 vol. in-16, Le Livre d'or des "Engagés volontaires mineurs de 1870-1871", société amicale et de secours mutuels, Édition : Rennes : Impr. de Oberthür, 1905
- Catholicisme et critique : réflexions d'un profane sur l'affaire Loisy, 130 p., Cahiers de la quinzaine, 6e série, 17, Édition : Paris : Cahiers de la quinzaine, 1905
- Celui qu'on oublie, 30 p., Ex. photocopié, 30 cm, Édition : Paris : D. Morgand, 1883
- Charles Salomon [notices et discours d'Alain, de Chacornac, de Mlle Thérèse Sance, de Paul Desjardins], In-16, 21 p., portrait, Édition : Paris : Impr. Union, (s. d.), Auteur du texte : Alain (1868-1951), Paul Desjardins (1859-1940)
- Comité de défense et de progrès social. Séance du... 8 février 1895. Le devoir d'aînesse, par M. Paul Desjardins, In-8°, paginé 71-97, Extrait de la "Réforme sociale", Édition : Paris : au siège du comité, (1896)
- Le devoir présent, 82 p., Édition : Paris : A. Colin, 1892
- Léon Letellier, 1859-1926. Ce qui reste de lui. Ecrits fragmentaires, souvenir de son action, Discours. - [2], In-16, 318 p., portrait, Édition : Paris : Union pour la vérité, 1928
- Paul Desjardins, « Pour le rajeunissement des méthodes d'éducation en France. Enquête et vœux. », Les Cahiers du redressement français, Paris, Société générale d'impr. et d'éditions, no 2,‎ 28 septembre 1927, 17, rue Cassette ; éditions de la S.A.P.E., 11 bis, rue Keppler, (S.M.) In-16, 219 p. 4 fr. [11485]
- Esquisses et impressions, Édition : Paris : H. Lecène et H. Oudin, 1889
- France, reste sans peur ! Chant patriotique..., paroles de Paul Desjardins, musique de Aman Comès, In-fol., Édition : Paris : E. Gaudet, [DL 1904], Compositeur : Aman Comès (18..-1925)
- French patriotism in the nineteenth century (1824-1833), Traced in contemporary texts, by H. F. Stewart and Paul Desjardins, Édition : Cambridge, the University press, 1923. In-8°, XLIV-133 p.
- Henri Meilhac son art et sa philosophie, Pag. 420-427, Extrait de la Ravue bleue, 6 avril 1889, Édition : [S. l.], 1889
- Idée d'une école, In-16, 96 p., Édition : Paris : A. Colin, 1914
- In memoriam Paul Desjardins, 1859-1940, 128 p., Bulletin de l'Union pour la vérité : Cahiers de Pontigny. - Contient plusieurs textes de Paul Desjardins, Édition : Paris : Ed. de Minuit, 1949, Auteur du texte : Paul Desjardins (1859-1940), André Maurois (1885-1967)
- Lycée Michelet. Discours prononcé par M. Desjardins,... à la distribution des prix, le mercredi 31 juillet 1895, In-8°, 18 p., Édition : Versailles : impr. de Cerf, 1895, Éditeur scientifique : Lycée Michelet. Vanves, Hauts-de-Seine
- La méthode des classiques français : Corneille, Poussin, Pascal, II-275 p., Édition : Paris : A. Colin, 1904
- Ecrits de Jules Lagneau réunis par les soins de ses disciples. [Notes biographiques de MM. J. Pacaut, Léon Letellier et Paul Desjardins.], Notes biographiques. - [3], Édition : Paris, Union pour la vérité, 1924. In-12, 375 p., fac-similé, portrait
- Pascal, 177 p., Edité pour le Troisième centenaire par la "Revue hebdomadaire", Édition : Paris : Revue hebdomadaire, 1923, Auteur du texte : Charles-Gustave Amiot (1863-1942), Jean Balde (1885-1938), Maurice Barrès (1862-1923), Julien Benda (1867-1956), Henri Bremond (1865-1933), Jacques Chevalier (1882-1962), Paul Desjardins (1859-1940), Charles Du Bos (1882-1939), Lucien Fabre (1889-1952), Cécile Gazier (1878-1936), Jacques Maritain (1882-1973), François Mauriac (1885-1970), Préfacier : François Le Grix (1881-1966)